# Sint-Ansfriduskerk
De Sint-Ansfriduskerk is een rooms-katholiek kerkgebouw in de Amersfoortse wijk Bergkwartier. De kerk is gewijd aan de heilige Ansfridus. Sinds 2010 maakt de kerk deel uit van de  Parochie Onze Lieve Vrouw van Amersfoort, waarin alle rooms-katholieke kerken van Amersfoort en omstreken gefuseerd zijn. De kerk is een gemeentelijk monument.

## Geschiedenis
Begin twintigste eeuw werd de wijk Leusderkwartier gebouwd. Vanuit de Elleboogkerk werd door pastoor F.A. Paping het initiatief genomen voor een nieuwe kerk in deze wijk. In 1913 werd Wolter te Riele aangesteld als architect. Van 1914 tot 1916 wordt er aan de kerk gebouwd. Op 27 februari 1916 werd de parochie officieel opgericht. De kerk en parochie werden vernoemd naar de heilige Ansfridus die zo'n duizend jaar geleden bij het latere Leusden het klooster Hohorst stichtte.